# 항혈청
항혈청(抗血淸, 영어: Antiserum)은 특정 항원에 대하여 특이적인 항체를 가지고 있는 혈청을 의미한다. 개체가 특정 항원에 대하여 후천 면역을 통해서 항체를 생성한 경우, 그 개체가 가진 혈청이 특정 항원에 대한 항혈청이 되는 것이다. 항혈청은 질병에 수동 면역을 확산시키는데 필요한 인간 또는 동물의 혈액 혈청이다. 에볼라 대유행 때 면역을 획득한 사람의 혈청을 이용하여 수혈한 경과 8명의 환자 중 7명이 완치되는 높은 성공률을 보인 치료법이었다.
항혈청은 진단 바이러스학 실험실에서 널리 사용된다. 인간에서 항혈청의 가장 보편적인 사용은, 항산화를 치료하기 위한 항독소제 또는 항독제이다. 혈청 요법(serotherapy)은 특정 유기체 또는 그 질병에 대해 면역된 동물의 혈청을 사용하여 감염성 질환을 치료하는 것이다.

## 동작 원리

항원과 항체가 결함하는 원리

항혈청의 항체는 감염원이나 항원에 결합한다. 항혈청이 신체 안으로 들어오면, 신체는 자신의 면역계에 더 많은 항체를 생산하도록 자극한다. 항혈청 치료는 자극된 면역계를 회피하기에 충분하지 않은 약한 병원체에 대하여 특히 효과적이다.
- 항혈청은 병원체가 숙주에 들어 왔을 때, 우연히 그 병원체에 대하여 영향을 받지 않으면서 항체를 생산할 수 있는 초기 생존자에 의해 생성된다.[3]
- 추가 항혈청은 이 초기 생존자의 항혈청이 접종되어 다른 신체로 갔을 때 항원을 만나 추가 치료를 하면서 더 많이 생산될 수 있다.

희색된 뱀독은 종종 뱀독 자체에 수동 면역을 주는 항혈청으로 사용된다.
이렇게 생성된 항혈청은 특정 질병을 치료하는 용도로 사용된다.

## 역사
항혈청을 이용한 디프테리아와 파상풍의 치료를 위한 최초의 치료법은 1890년 대 중반에 사용되어 의학 역사의 발전에 큰 영향을 끼쳤다. 에밀 베링(1854-1917)은 기니피그를 사용하여 혈청을 생산하는 기술을 개척했다. 디프테리아 감염에서 살아남은 사람들이 다시는 감염되지 않은 것을 관찰하였는데, 그는 신체가 항독소를 지속적으로 생성하여 한번 면역이 생긴 신체가 같은 항원에 의하여 다시 감염되는 것을 막는 것을 발견했다.
기니피그에 의해 생성된 항혈청의 양이 너무 적기 때문에, 베링은 인간을 보호하기에 충분한 혈청을 찾기 위해서 더 큰 동물을 실험했다. 말은 최고의 항혈청 생산 동물로 확인되었다. 다른 큰 동물들의 혈청이 충분히 밀도가 있지 않았고, 말은 인수감염을 일으키는 동물이 아니라고 믿어졌기 때문이다.
제1차 세계대전으로 인해 군사 목적으로 말이 많이 필요해 졌다. 베링은 그의 혈청 제조를 위해 충분한 독일 말을 찾기 어려웠다. 베링은 혈청 제조를 위해 동유럽 국가(헝가리, 폴란드)에서 말을 구하기로 결정했다. 빈약한 재정 자원으로 인해, 건강한 말보다는 도살 대상의 말을 구매했다. 하지만, 혈청의 품질과는 큰 상관이 없었다. 혈청을 제조할 말들은 침착하고, 건강했다.
19세기 말, 독일의 대부분의 아동은 디프테리아에 감염되었는데, 이는 15세 이하의 가장 흔한 사망 원인이었다. 1891년 베링은 역사상 처음으로 항혈청주사를 접종하여 디프테리아로부터 어린 소녀의 생명을 구했다. 혈청 말은 디프테리아에 감염된 사람들의 구세주가 되었다. 그 후, 파상풍, 광견병, 뱀의 독에 대한 항혈청 치료를 개발하였고, 디프테리아 및 기타 미생물 질병에 대한 사전적 예방 접종이 시작되었다.
1901년 베링은 디프테리아 연구에서 노벨 생리학·의학상을 수상하였다.